# Oscar Bæckström
Anders Oscar Vilhelm Bæckström, född 16 juni 1854 i Vitaby socken i Skåne, död 24 februari 1919 i Stockholm, var en svensk skådespelare.

## Biografi
Bæckström var son till fabrikören Johan Fredrik Bæckström och hans hustru Carolina Borgström. Han arbetade först hos Carnegie & kompani i Göteborg, men ingick 1874 vid Kungliga Teaterns elevskola. År 1877 fick han anställning vid Svenska Teatern i Helsingfors, och 1878 vid Nya teatern i Stockholm. Åren 1879–1885 spelade han i Göteborg och därefter 1885–1901 vid Kungliga dramatiska teatern och 1901–1911 vid Svenska teatern och Vasateatern. Han gjorde även därefter kortare gästspel på Intima teatern, i landsorten samt i Köpenhamn och Helsingfors. Bæckström var i första hand komiker.

## Familj
Oscar Bæckström var gift 1888–1891 med skådespelerskan Lina Sandell och gifte 1899 om sig med Maria Janson (1868–1946). Makarna är gravsatta på Solna kyrkogård.

## Teater

### Rollporträtt

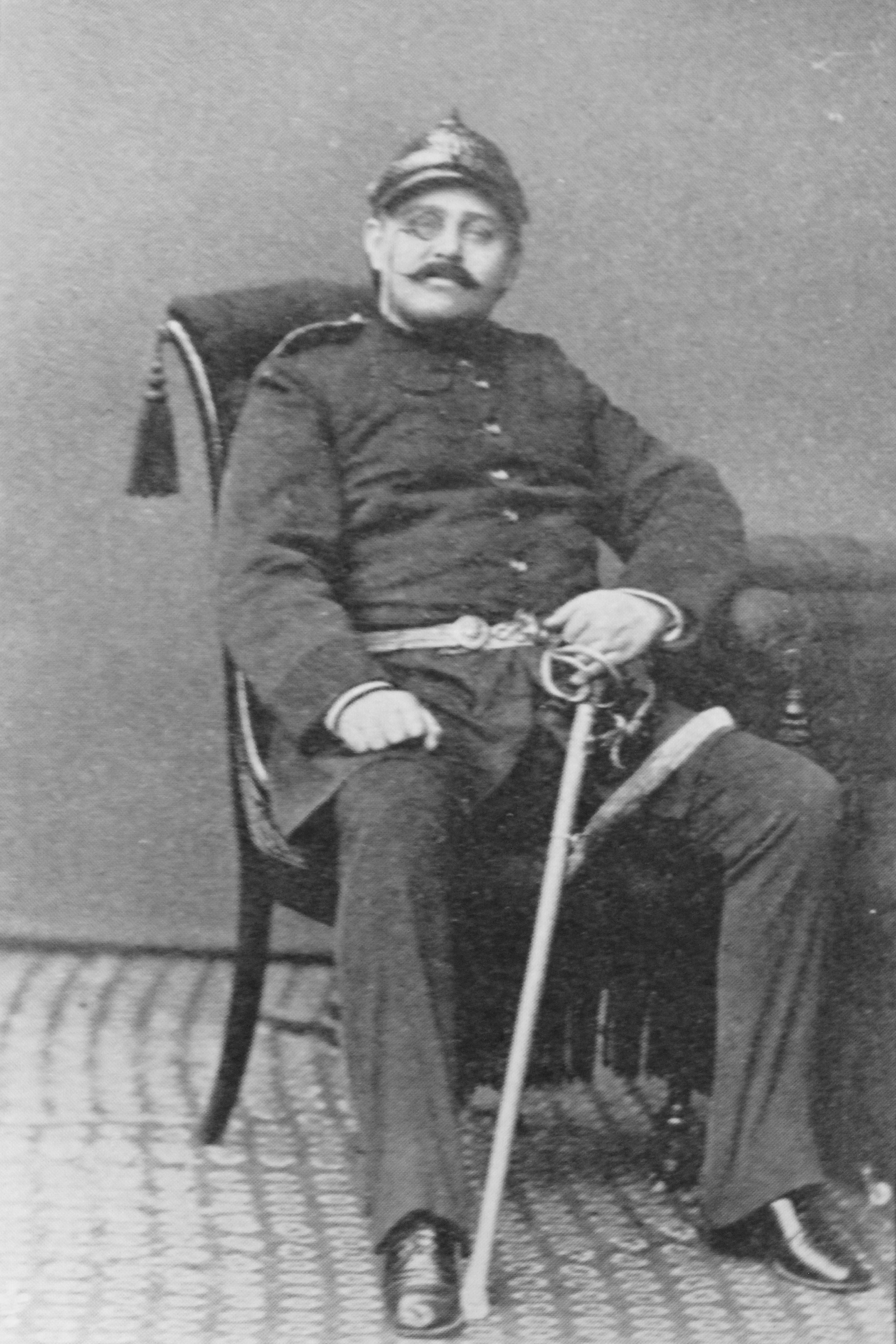
Som Reif von Reiflingen. 1882.
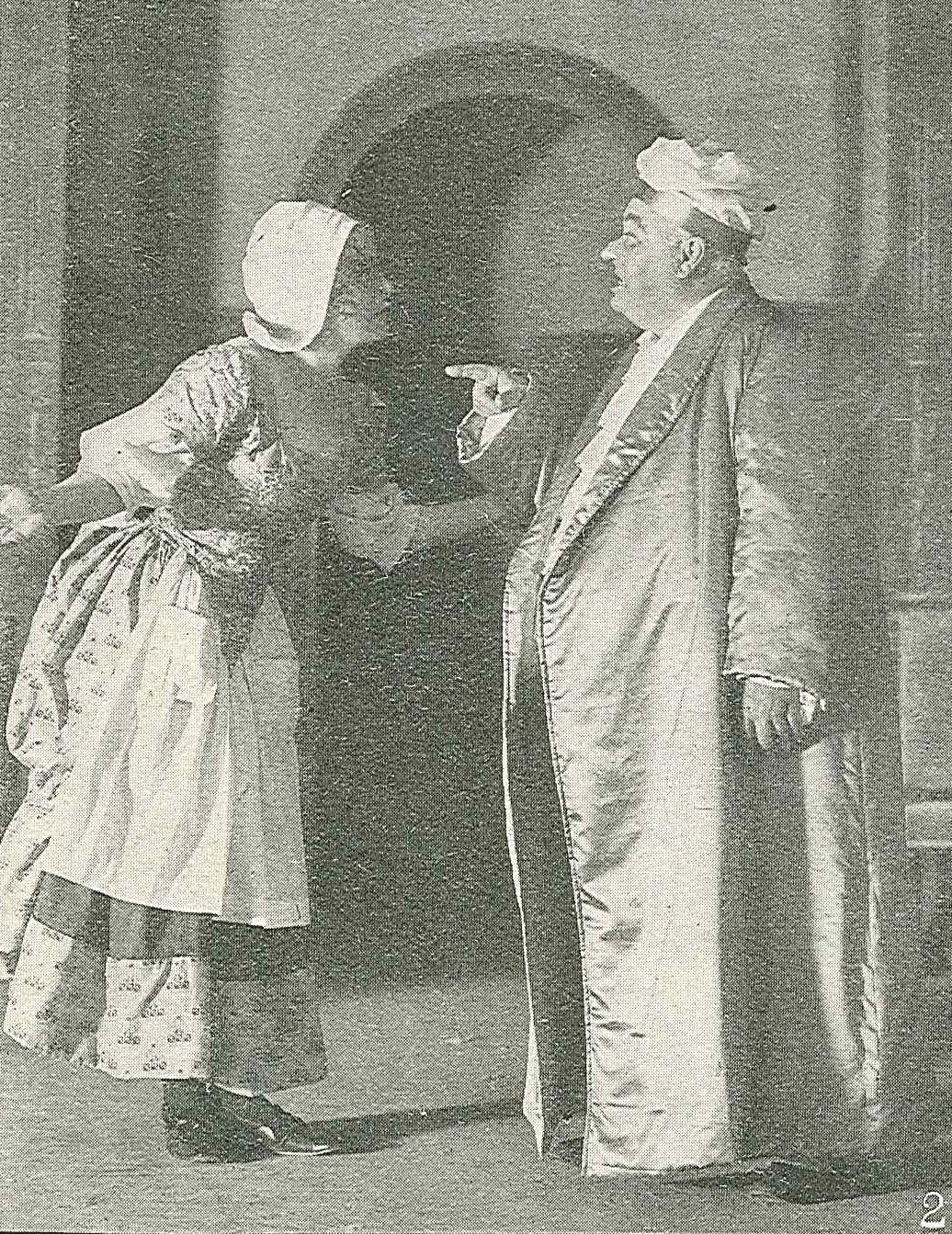
Edith Erastoff och Bæckström i Den inbillade sjuke
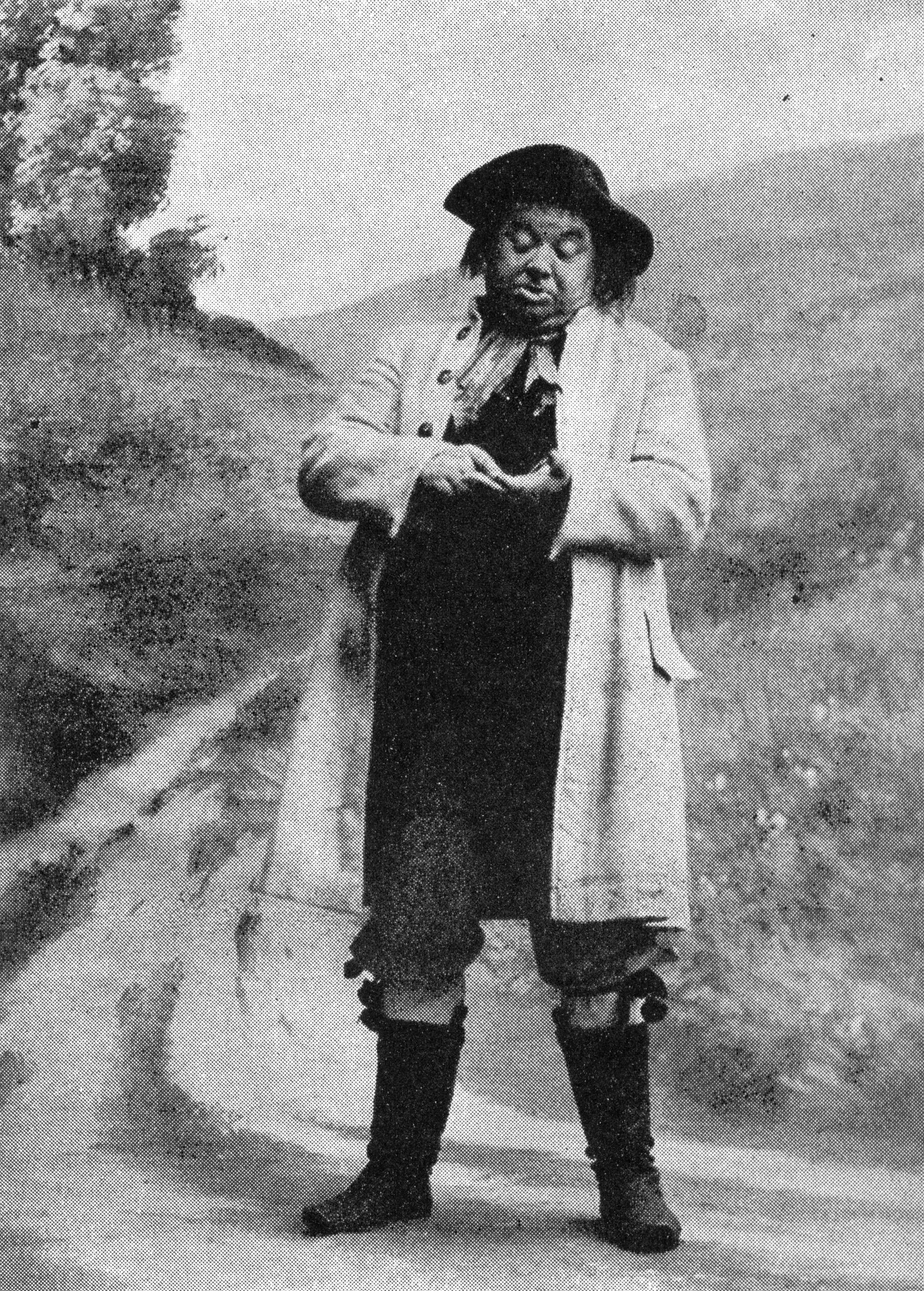
Som Jeppe på berget.

### Roller (ej komplett)
| År   | Roll                                                  | Produktion                                                                                | Regi                | Teater                        |
| ---- | ----------------------------------------------------- | ----------------------------------------------------------------------------------------- | ------------------- | ----------------------------- |
| 1879 |                                                       | Hvem är han? (Hvem er han?) Richard Kaufmann                                              |                     | Nya teatern                   |
| 1885 | Gamle Ekdal                                           | Vildanden Henrik Ibsen                                                                    | Konstantin Axelsson | Stora Teatern                 |
| 1885 | Jörgen, Kammartjenare                                 | Ambrosius Chr. K.F. Molbech                                                               | Victor Hartman      | Kungliga Dramatiska Teatern   |
| 1886 | Turman, professor                                     | Geografi och kärlek (Geografi og kærlighed) Bjørnstjerne Bjørnson                         |                     | Kungliga Dramatiska Teatern   |
| 1887 | Peder Mårtensgård                                     | Rosmersholm Henrik Ibsen                                                                  |                     | Kungliga Dramatiska Teatern   |
| 1888 | Magister Bläckstadius                                 | Magister Bläckstadius eller Giftermålsannonsen August Blanche                             |                     | Kungliga Dramatiska Teatern   |
| 1889 | Prosten Stråman                                       | Kärlekens komedi (Kjærlighedens Komedie) Henrik Ibsen                                     |                     | Dramatiska Teatern            |
| 1889 |                                                       | En för bägge och bägge för en (Fælles sag) Emma Gad                                       |                     | Dramatiska Teatern            |
| 1890 | Anton Antonovitsch Skvosnik-Dmuchanovski, borgmästare | Revisorn (Ревизо́р, Revizór) Nikolaj Gogol                                                 |                     | Dramatiska Teatern            |
| 1891 | Nikolaj Ivanovitj Bagalajev                           | Arvskiftet (Завтрак у предводителя, Zavtrak u predvoditelja) Ivan Turgenjev               |                     | Dramatiska Teatern            |
| 1892 | Reif von Reiflingen                                   | Krig i fred (Krieg im Frieden) Gustav von Moser och Franz von Schönthan                   |                     | Dramatiska Teatern            |
| 1892 | Grosshandlar Friis                                    | Kära släkten (Den kjære Familie) Gustav Esmann                                            |                     | Dramatiska Teatern            |
| 1894 | Herr Tobias Raap                                      | Trettondagsafton eller Hvad ni vill (Twelfth Night, or What You Will) William Shakespeare |                     | Dramatiska Teatern            |
| 1898 | Mallén                                                | Gurli Petrus Holmiensis                                                                   |                     | Dramatiska Teatern            |
| 1899 | Knauer                                                | Damen från Ostende (Hans Huckebein) Oscar Blumenthal och Gustav Kadelburg                 |                     | Dramatiska Teatern            |
| 1900 | Dromio från Syracusa                                  | Förvexlingarne (The Comedy of Errors) William Shakespeare                                 |                     | Dramatiska Teatern            |
| 1901 | General de Briais                                     | Sällskap där man har tråkigt (Le monde où l'on s'ennuie ) Édouard Pailleron               |                     | Dramatiska Teatern            |
| 1904 | Doktor Bartholo                                       | Figaros bröllop (La Folle Journée, ou Le Mariage de Figaro) Pierre de Beaumarchais        |                     | Svenska teatern, Stockholm    |
| 1905 |                                                       | Fjärde paragrafen (Der Familientag) Gustav Kadelburg                                      |                     | Svenska teatern, Stockholm    |
| 1905 |                                                       | Ett samvetsäktenskap (La Plus faible) Marcel Prévost                                      |                     | Svenska teatern, Stockholm    |
| 1905 | Hovmästaren                                           | Vi skiljas (Divorçons) Victorien Sardou                                                   |                     | Svenska teatern, Stockholm    |
| 1905 |                                                       | En lektion Walter Christmas                                                               |                     | Svenska teatern, Stockholm    |
| 1905 | Kapten Duif                                           | Kedjan (Schakels) Herman Heijermans                                                       |                     | Vasateatern                   |
| 1906 |                                                       | Stadens stolthet (Byens Stolthed) Gustav Wied                                             |                     | Vasateatern                   |
| 1906 | Snickerifabrikören                                    | Spindelväven Thore Blanche                                                                |                     | Vasateatern                   |
| 1906 | Musikern                                              | Tant Cramers testamente (Tante Cramers Testamente') Edgard Høyer                          |                     | Vasateatern                   |
| 1906 |                                                       | Gurre Holger Drachmann                                                                    |                     | Svenska teatern, Stockholm    |
| 1907 | John Falstaff                                         | Henrik IV (Henry the Fourth) William Shakespeare                                          |                     | Svenska teatern, Stockholm    |
| 1907 |                                                       | Husarfeber (Husarenfieber) Gustav Kadelburg                                               |                     | Svenska teatern, Stockholm    |
| 1907 | Roebuck Ramsden                                       | Mannen och hans överman (Man and Superman) George Bernard Shaw                            |                     | Svenska teatern, Stockholm    |
| 1908 | Autolycus                                             | En vintersaga (The Winter's Tale) William Shakespeare                                     |                     | Svenska teatern, Stockholm    |
| 1908 |                                                       | Under epåletten (Sous l’épaulette) Arthur Bernède                                         |                     | Svenska teatern, Stockholm    |
| 1908 | Markis Honoré d'Andeline                              | Simson (Samson) Henry Bernstein                                                           |                     | Svenska teatern, Stockholm    |
| 1908 | Pastor Gardner                                        | Mrs Warrens yrke (Mrs. Warren’s Profession) George Bernard Shaw                           |                     | Svenska teatern, Stockholm    |
| 1908 |                                                       | Dörrn på glänt (Die Thür inʼs Freie) Oscar Blumenthal och Gustav Kadelburg                |                     | Svenska teatern, Stockholm    |
| 1909 | Ole Madsen                                            | Den röda hanen (Den røde Hane) Palle Rosenkrantz                                          |                     | Svenska teatern, Stockholm    |
| 1909 | Sedlighetspampen                                      | Moral Ludwig Thoma                                                                        |                     | Svenska teatern, Stockholm    |
| 1909 | Onkeln                                                | Trohetseden (Der Schwur der Treue) Oscar Blumenthal                                       |                     | Vasateatern                   |
| 1909 | Autolycus                                             | En vintersaga (The Winter's Tale) William Shakespeare                                     |                     | Svenska teatern, Stockholm    |
| 1910 | Soldaten                                              | Kärlekens krokvägar Tor Hedberg                                                           |                     | Svenska teatern, Stockholm    |
| 1910 |                                                       | Chokladprinsessan (La Petite chocolatière) Paul Gavault                                   |                     | Svenska teatern, Stockholm    |
| 1910 |                                                       | Högre politik (Hohe Politik) Richard Skowronnek                                           |                     | Svenska teatern, Stockholm    |
| 1910 | Daniel Hejre                                          | De ungas förbund (De unges forbund) Henrik Ibsen                                          |                     | Svenska teatern, Stockholm    |
| 1910 |                                                       | Min nièce Gustaf von Horn                                                                 |                     | Svenska teatern, Stockholm    |
| 1911 | Per, klockare                                         | Erasmus Montanus Ludvig Holberg                                                           | Gustaf Linden       | Dramaten                      |
| 1911 | Doktor Jüttner                                        | Gamla Heidelberg (Alt-Heidelberg) Wilhelm Meyer-Förster                                   |                     | Svenska teatern, Stockholm    |
| 1911 | Fadern                                                | Kärlekens ögon (Kjærlighetens øyne) Johan Bojer                                           |                     | Svenska teatern, Stockholm    |
| 1911 | Hofjägmästaren                                        | En minnesfest (En mindefest) Gustav Wied                                                  | Gustaf Linden       | Dramaten                      |
| 1911 | Michel Perrin                                         | Michel Perrin (Michel Perrin, ou l’Espion sans le savoir) Mélesville                      | Karl Hedberg        | Dramaten                      |
| 1912 | Jeppe på berget                                       | Jeppe på berget (Jeppe paa Bierget) Ludvig Holberg                                        |                     | Svenska inhemska teatern, Åbo |
| 1912 | Dilling, veterinär                                    | Första fiolen (Første Violin) Jens Petersen och Gustav Wied                               | Karl Hedberg        | Dramaten                      |
| 1913 | Morten Kill                                           | En folkfiende (En folkefiende) Henrik Ibsen                                               | Karl Hedberg        | Dramaten                      |
| 1913 | Jeppe                                                 | Jeppe på Berget (Jeppe paa Bierget) Ludvig Holberg                                        | Gustaf Linden       | Dramaten                      |
| 1913 | Fromont                                               | Fregattkaptenen eller Salamandern Frans Hedberg                                           | Karl Hedberg        | Dramaten                      |
| 1914 | August Voss                                           | Kompanjonen (Der Compagnon) Adolph L'Arronge                                              | Knut Nyblom         | Vasateatern                   |
| 1914 | Zacharias Bräsig                                      | Livet på landet (Onkel Bräsig) Fritz Reuter                                               |                     | Vasateatern                   |
| 1915 | Herman von Bremen                                     | Den politiske kannstöparen (Den Politiske Kandestøber) Ludvig Holberg                     | Einar Fröberg       | Intima teatern                |
| 1915 | Konjander                                             | Hittebarnet August Blanche                                                                | Einar Fröberg       | Intima teatern                |
| 1915 | Skolmästaren                                          | Julstugan (Julestuen) Ludvig Holberg                                                      | Einar Fröberg       | Intima teatern                |
| 1915 | Fritz Herrmann                                        | Moral Ludwig Thoma                                                                        | Einar Fröberg       | Intima teatern                |
| 1916 | Elis Schröderheim                                     | Gustaf III August Strindberg                                                              | Einar Fröberg       | Intima teatern                |
| 1916 | Patrik Fonnander                                      | Takrännan Gustaf Collijn                                                                  | Gustaf Collijn      | Intima teatern                |
| 1916 | Argan                                                 | Den inbillningssjuke (Le Malade imaginaire) Molière                                       | Einar Fröberg       | Intima teatern                |
| 1917 | Professor Giselius                                    | Zoologi (Lottchens Geburtstag) Ludwig Thoma                                               | Einar Fröberg       | Intima teatern                |
| 1917 | Onkel Aniceto                                         | Socorros inackorderingar (El padrón municipal) Miguel Ramos Carrión och Vital Aza         | Einar Fröberg       | Intima teatern                |
| 1917 | Heinz Hagedorn                                        | Ungdomsvänner (Jugendfreunde) Ludwig Fulda                                                | Einar Fröberg       | Intima teatern                |
| 1917 | Kapten Puff                                           | Kapten Puff eller Storprataren Olof Kexél                                                 | Rune Carlsten       | Intima teatern                |
| 1917 | Jeronimus                                             | Pernillas korta frökentid (Pernilles korte Frøkenstand) Ludvig Holberg                    | Rune Carlsten       | Intima teatern                |
| 1918 | Sir Peter Teazle                                      | Skandalskolan (The School for Scandal) Richard Brinsley Sheridan                          | Einar Fröberg       | Intima teatern                |
| 1919 |                                                       | På vakt Anna Wahlenberg                                                                   |                     | Oscar Bæckström-turnén        |

- Lundström - Andersson, Pettersson och Lundström